# Sarah Jackson
Sarah Yorke Jackson (ur. 16 lipca 1803, zm. 23 sierpnia 1887) – pierwsza dama Stanów Zjednoczonych od 26 listopada 1834 do 4 marca 1837 za czasów prezydentury Andrew Jacksona.
Sarah Yorke Jackson była żoną adoptowanego syna i dziedzica Jacksona, Andrew Jacksona juniora, za którego wyszła niedługo po inauguracji. Od 19 grudnia 1836 do 4 marca 1837 oficjalnie pełniła obowiązki pierwszej damy. Wcześniej Sarah pozostała w cieniu Emily Donelson Jackson, która była żoną adoptowanego syna Andrew Jacksona i do śmierci w 1836 pełniła obowiązki pierwszej damy, a Sarah kilka razy ją zastępowała.